# هناء العمير
هناء العمير كاتبة ومخرجة سعودية، ورئيسة جمعية السينما السعودية منذ أغسطس 2021م. فاز فيلمها شكوى في «مهرجان أفلام السعودية» بجائزة «النخلة الذهبية»، وهو من كتابتها وإخراجها. شاركت في عضوية لجان تحكيم عدد من المهرجانات، منها مهرجان أفلام السعودية، ومسابقة ألوان للأفلام القصيرة، وذلك عام 2013.

## التعليم
- حاصلة على الماجستير في الترجمة من جامعة «هيروت وات» في اسكتلندا عام 1996م.[3]
- حاصلة على البكالوريوس في الترجمة العربية الإنجليزية من جامعة الملك سعود في عام 1992م.[4]

## البدايات
بدأت عام 2006 بالكتابة الصحافية عبر قراءات ومراجعات للأفلام في صفحات الصحف السعودية، نشرتها في جريدة «الوطن» السعودية ثم لاحقاً جريدة «الشرق الأوسط»، وجريدة «الرياض». أما عن بدايتها في كتابة الأفلام فتقول هناء العمير: «بدأت بالكتابة عن السينما، ثم لاحقاً بكتابة السيناريو عام 2008. ثم بصناعة أول فيلم في عام 2009».

## العمل والعضويات
- رئيسة جمعية السينما السعودية.[6]
- رئيسة لجنة تحكيم الأفلام القصيرة ضمن الدورة الرابعة لمهرجان الدار البيضاء للفيلم العربي 2023.[7]
- عضو لجنة تحكيم في الدورة الثالثة من مهرجان البحر الأحمر السينمائي الدولي 2023.[8]

## من أعمالها
- بعيدا عن الكلام، فيلم وثائقي شارك في عدة مهرجانات منها مهرجان الخليج 2009.
- فيلم شكوى فاز في مهرجان أفلام السعودية بجائزة «النخلة الذهبية».
- هدف، فيلم قصير حاز على جائزة النخلة الفضية في مهرجان أفلام السعودية، لأفضل سيناريو لم ينفذ بعد عام (2008).
- فيلم أغنية البجعة، عرض لأول مرة في مهرجان برلين السينمائي الدولي.[9] وهو مقتبس عن مسرحية «أغنية البجعة» للمخرج أنطون تشيخوف.[10]
- شاركت في إخراج حلقات من مسلسل (بدون فلتر) (2018).[11]
- وساوس، أول مسلسل سعودي يعرض على شبكة نتفليكس (2020).
- شاركت في إخراج حلقة بعنوان يوم ليلة من مسلسل (ممنوع التجول) (2021).[12]

## روابط خارجية
- هناء العمير على موقع IMDb (الإنجليزية)
- هناء العمير على موقع قاعدة بيانات الأفلام العربية